# La Esperanza (Imbabura)
La Esperanza (span. für „Die Hoffnung“) ist eine Ortschaft und eine Parroquia rural („ländliches Kirchspiel“) im Kanton Ibarra der ecuadorianischen Provinz Imbabura. Die Parroquia besitzt eine Fläche von 34,76 km². Die Einwohnerzahl lag im Jahr 2010 bei 7363. Die Bevölkerung besteht aus etwa 70 Prozent Indigenen sowie 28 Prozent Mestizen. Letztere konzentrieren sich auf den Hauptort (cabecera parroquial) und den Randbereich der Parroquia, der an die Stadt Ibarra angrenzt.

## Lage
Die Parroquia La Esperanza liegt in den Anden im Norden von Ecuador. Das Gebiet liegt in Höhen zwischen 2400 m und 4550 m. Das Verwaltungsgebiet erstreckt sich über die Ostflanke des 4557 m Vulkans Imbabura. Das Gebiet wird über den Río Tahuando nach Norden entwässert. Im äußersten Südwesten erhebt sich der 4012 m hohe Cusin. Der etwa 2520 m hoch gelegene Hauptort La Esperanza befindet sich 5,5 km südlich vom Stadtzentrum von Ibarra. Die Straße von Ibarra nach Olmedo Pesillo führt an La Esperanza vorbei.
Die Parroquia La Esperanza grenzt im Norden an das Municipio von Ibarra, im Osten an die Parroquia Angochagua, im Süden an die Parroquia San Pablo del Lago (Kanton Otavalo) sowie im äußersten Südwesten am Vulkangipfel des Imbabura an das Municipio von Otavalo sowie an die Parroquias San Roque, an das Municipio von Atuntaqui sowie an die Parroquias Natabuela und San Antonio de Ibarra.

## Orte und Siedlungen
In der Parroquia gibt es folgende Barrios: Rumipamba (160 Einwohner), San Francisco (320 Einwohner), San Pedro (270 Einwohner), Santa Marianita (260 Einwohner). Ferner ist die Parroquia in folgende Comunidades gegliedert: Cashaloma, Chirihuasi (1000 Einwohner), El Abra, La Cadena, La Florida, Paniquindra (960 Einwohner), Punkuhuayku, Rumipamba Chico, Rumipamba Grande (1300 Einwohner), San Clemente (1200 Einwohner) und San José de Cacho und San José de Chaupilan.

## Geschichte
Die Parroquia La Esperanza wurde am 30. Juli 1882 gegründet.